# Mednarodna hokejska liga 2005/06
Mednarodna hokejska liga 2005/06 je bila sedma sezona Mednarodne hokejske lige. Naslov prvaka je osvojil klub HK Jesenice, ki je v finalu premagal Albo Volán Székesfehérvár. 

## Redni del

### Lestvica
| Poz | Klub                      | OT | TOČ | Z (ZP) | P (PP) | PG  | DG  | GR  |
| --- | ------------------------- | -- | --- | ------ | ------ | --- | --- | --- |
| 1   | HK Acroni Jesenice        | 24 | 61  | 21 (2) | 3 (0)  | 102 | 54  | +48 |
| 2   | HDD Olimpija Ljubljana    | 24 | 47  | 15 (2) | 9 (4)  | 81  | 46  | +35 |
| 3   | Alba Volán Székesfehérvár | 24 | 44  | 14 (1) | 10 (3) | 78  | 58  | +20 |
| 4   | HK Slavija                | 24 | 38  | 13 (1) | 10 (0) | 89  | 69  | +20 |
| 5   | Újpesti TE                | 24 | 25  | 9 (2)  | 15 (0) | 57  | 92  | -35 |
| 6   | Dunaújvárosi Acélbikák    | 24 | 23  | 8 (2)  | 15 (1) | 57  | 71  | -14 |
| 7   | KHL Medveščak             | 24 | 11  | 3 (0)  | 21 (2) | 55  | 132 | -77 |

### Statistika

#### Najboljši strelci
| Poz | Igralec             | Klub                      | OT | G  | A  | TOČ | KM |
| --- | ------------------- | ------------------------- | -- | -- | -- | --- | -- |
| 1   | Krisztián Palkovics | Alba Volán Székesfehérvár | 24 | 21 | 13 | 34  | 4  |
| 2   | Gábor Ocskay        | Alba Volán Székesfehérvár | 24 | 9  | 24 | 33  | 20 |
| 3   | Dejan Kontrec       | HK Slavija                | 22 | 12 | 18 | 30  | 4  |
| 4   | Tomaž Razingar      | HK Acroni Jesenice        | 18 | 12 | 17 | 29  | 49 |
| 5   | Jaka Avgustinčič    | HK Slavija                | 19 | 11 | 18 | 29  | 8  |
| 6   | Balázs Ladányi      | Újpesti TE                | 22 | 8  | 16 | 24  | 10 |
| 7   | Mitja Šivic         | HDD Olimpija Ljubljana    | 22 | 14 | 8  | 22  | 0  |
| 8   | David Rodman        | HK Acroni Jesenice        | 23 | 8  | 14 | 22  | 96 |
| 9   | Gregor Slak         | HDD Olimpija Ljubljana    | 24 | 10 | 10 | 20  | 12 |
| 9   | Aleš Kranjc         | HK Acroni Jesenice        | 22 | 10 | 10 | 20  | 53 |

## Končnica

### Četrtfinale
HK Jesenice so se zaradi položaja na lestvici avtomatsko uvrstila v polfinale.

#### HDD Olimpija Ljubljana - KHL Medveščak
| 18. januar 2006 | HDD Olimpija Ljubljana | 3:1 | KHL Medveščak | Hala Tivoli, Ljubljana |

| Poročilo tekme | Poročilo tekme | Poročilo tekme | Poročilo tekme | Poročilo tekme |
| -------------- | -------------- | -------------- | -------------- | -------------- |
|                |                | (0-0,1-0,2-1)  |                |                |

| 19. januar 2006 | HDD Olimpija Ljubljana | 7:1 | KHL Medveščak | Hala Tivoli, Ljubljana |

| Poročilo tekme | Poročilo tekme | Poročilo tekme | Poročilo tekme | Poročilo tekme |
| -------------- | -------------- | -------------- | -------------- | -------------- |
|                |                | (2-0,2-0,3-1)  |                |                |

#### HK Slavija - Újpesti TE
| 18. januar 2006 | HK Slavija | 5:0 | Újpesti TE | Dvorana Zalog, Ljubljana |

| Poročilo tekme | Poročilo tekme | Poročilo tekme | Poročilo tekme | Poročilo tekme |
| -------------- | -------------- | -------------- | -------------- | -------------- |
|                |                | b.b.           |                |                |

| 19. januar 2006 | HK Slavija | 7:2 | Újpesti TE | Dvorana Zalog, Ljubljana |

| Poročilo tekme | Poročilo tekme | Poročilo tekme | Poročilo tekme | Poročilo tekme |
| -------------- | -------------- | -------------- | -------------- | -------------- |
|                |                | (3-0,2-2,2-0)  |                |                |

#### Alba Volán Székesfehérvár - Dunaújvárosi Acélbikák
| 18. januar 2006 | Alba Volán Székesfehérvár | 4:0 | Dunaújvárosi Acélbikák | Ledena dvorana, Székesfehérvár |

| Poročilo tekme | Poročilo tekme | Poročilo tekme | Poročilo tekme | Poročilo tekme |
| -------------- | -------------- | -------------- | -------------- | -------------- |
|                |                | (1-0,1-0,2-0)  |                |                |

| 19. januar 2006 | Alba Volán Székesfehérvár | 6:2 | Dunaújvárosi Acélbikák | Ledena dvorana, Székesfehérvár |

| Poročilo tekme | Poročilo tekme | Poročilo tekme | Poročilo tekme | Poročilo tekme |
| -------------- | -------------- | -------------- | -------------- | -------------- |
|                |                | (1-0,1-2,4-0)  |                |                |

### Polfinale

#### HK Jesenice - HK Slavija
| 25. januar 2006 | HK Jesenice | 2:3 | HK Slavija | Dvorana Podmežakla, Jesenice |

| Poročilo tekme | Poročilo tekme | Poročilo tekme | Poročilo tekme | Poročilo tekme |
| -------------- | -------------- | -------------- | -------------- | -------------- |
|                |                | (0-0,2-2,0-1)  |                |                |

| 26. januar 2006 | HK Jesenice | 8:1 | HK Slavija | Dvorana Podmežakla, Jesenice |

| Poročilo tekme | Poročilo tekme | Poročilo tekme | Poročilo tekme | Poročilo tekme |
| -------------- | -------------- | -------------- | -------------- | -------------- |
|                |                | (1-0,4-1,3-0)  |                |                |

| 29. januar 2006 | HK Slavija | 2:4 | HK Jesenice | Dvorana Zalog, Ljubljana |

| Poročilo tekme | Poročilo tekme | Poročilo tekme | Poročilo tekme | Poročilo tekme |
| -------------- | -------------- | -------------- | -------------- | -------------- |
|                |                | (1-0,0-2,1-1)  |                |                |

#### Alba Volán Székesfehérvár - HDD Olimpija Ljubljana
| 25. januar 2006 | HDD Olimpija Ljubljana | 4:2 | Alba Volán Székesfehérvár | Hala Tivoli, Ljubljana |

| Poročilo tekme | Poročilo tekme | Poročilo tekme | Poročilo tekme | Poročilo tekme |
| -------------- | -------------- | -------------- | -------------- | -------------- |
|                |                | (1-0,2-2,1-0)  |                |                |

| 26. januar 2006 | HDD Olimpija Ljubljana | 1:4 | Alba Volán Székesfehérvár | Hala Tivoli, Ljubljana |

| Poročilo tekme | Poročilo tekme | Poročilo tekme | Poročilo tekme | Poročilo tekme |
| -------------- | -------------- | -------------- | -------------- | -------------- |
|                |                | (1-1,0-2,0-1)  |                |                |

| 29. januar 2006 | Alba Volán Székesfehérvár | 4:3 | HDD Olimpija Ljubljana | Ledena dvorana, Székesfehérvár |

| Poročilo tekme | Poročilo tekme | Poročilo tekme | Poročilo tekme | Poročilo tekme |
| -------------- | -------------- | -------------- | -------------- | -------------- |
|                |                | (2-0,1-0,1-3)  |                |                |

### Finale
| 1. februar 2006 | HK Jesenice | 2:5 | Alba Volán Székesfehérvár | Dvorana Podmežakla, Jesenice |

| Poročilo tekme | Poročilo tekme | Poročilo tekme | Poročilo tekme | Poročilo tekme |
| -------------- | -------------- | -------------- | -------------- | -------------- |
|                |                | (0-0,1-2,1-3)  |                |                |

| 2. februar 2006 | HK Jesenice | 3:0 | Alba Volán Székesfehérvár | Dvorana Podmežakla, Jesenice |

| Poročilo tekme | Poročilo tekme | Poročilo tekme | Poročilo tekme | Poročilo tekme |
| -------------- | -------------- | -------------- | -------------- | -------------- |
|                |                | (2-0,1-0,0-0)  |                |                |

| 5. februar 2006 | Alba Volán Székesfehérvár | 1:3 | HK Jesenice | Ledena dvorana, Székesfehérvár |

| Poročilo tekme | Poročilo tekme | Poročilo tekme | Poročilo tekme | Poročilo tekme |
| -------------- | -------------- | -------------- | -------------- | -------------- |
|                |                | (0-2,1-1,0-0)  |                |                |

### Statistika

#### Najboljši strelci
| Poz | Igralec      | Klub                      | OT | G | A | TOČ | KM | +/- |
| --- | ------------ | ------------------------- | -- | - | - | --- | -- | --- |
| 1   | Aleš Kranjc  | HK Acroni Jesenice        | 6  | 6 | 1 | 7   | 20 | -2  |
| 2   | József Csibi | Alba Volán Székesfehérvár | 8  | 5 | 2 | 7   | 2  | +4  |
| 3   | Mitja Šivic  | HDD Olimpija Ljubljana    | 5  | 4 | 3 | 7   | 2  | +6  |
| 4   | Dejan Varl   | HK Acroni Jesenice        | 6  | 2 | 5 | 7   | 8  | 0   |
| 5   | David Rodman | HK Acroni Jesenice        | 6  | 2 | 5 | 7   | 10 | -1  |
| 6   | Gábor Ocskay | Alba Volán Székesfehérvár | 8  | 2 | 5 | 7   | 16 | -5  |